# Gasdotto Baku-Tbilisi-Erzurum

Posizione del gasdotto Baku-Tbilisi-Erzurum.

Il gasdotto Baku-Tbilisi-Erzurum (noto anche come gasdotto del Caucaso meridionale, gasdotto BTE o gasdotto di Shah Deniz) è un gasdotto del giacimento di gas di Shah Deniz nel settore azero del Mar Caspio fino alla Turchia. Corre parallelo all'oleodotto Baku-Tbilisi-Ceyhan.

## Storia
Il 21 maggio 2006, il gas è stato pompato al gasdotto dal Terminal Sangachal. Le prime consegne attraverso il gasdotto sono iniziate il 30 settembre 2006. Le consegne di gas dal giacimento di Shah Deniz sono iniziate il 15 dicembre 2006.
Il 12 agosto 2008, l'operatore del gasdotto BP ha chiuso il gasdotto per motivi di sicurezza a causa del conflitto in Ossezia del Sud. Le forniture di gas sono state riprese il 14 agosto 2008.

## Descrizione
Il gasdotto largo 42 pollici di diametro attraversa lo stesso corridoio del gasdotto Baku-Tbilisi-Ceyhan fino a Erzurum, dove il BTC vira a sud verso il Mediterraneo. Consiste in 692 chilometri (430 mi) di lunghezza, dei quali 442 chilometri (275 mi) sono in Azerbaijan e 248 chilometri (154 mi) sono Georgia. La capacità iniziale del gasdotto era di 8,8 miliardi di metri cubi (310 miliardi di piedi cubi) di gas all'anno. Per la seconda fase dello sviluppo di Shah Deniz, la capacità sarebbe aumentata fino a 25 miliardi di metri cubi (880 miliardi di piedi cubi) aggiungendo ulteriori due nuove stazioni di compressione, al costo di $ 3 miliardi. Poiché il gasdotto ha il potenziale per essere collegato ai produttori turkmeni e kazaki attraverso il previsto gasdotto trans-caspico, l'Azerbaigian ha proposto di espandere la sua capacità fino a 60 miliardi di metri cubi (2,1 bilione di piedi cubi) costruendo una seconda linea del gasdotto.

## Impatto economico
Il primo obiettivo del gasdotto è rifornire la Turchia e la Georgia. In quanto paese di transito, la Georgia ha il diritto di prelevare il 5% del flusso annuo di gas attraverso il gasdotto al posto di una tariffa e può acquistare un ulteriore 0,5 miliardi di metri cubi di gas all'anno a prezzo scontato. Nel più lungo termine, fornirà all'Europa gas naturale del Caspio attraverso i gasdotti dei pianificati corridoi meridionali del gas, come il gasdotto Trans-Adriatico e il gasdotto Trans-Anatolico.

## Società di progetto
Il gasdotto è di proprietà della South Caucasus Pipeline Company, un consorzio guidato da BP e SOCAR. Gli azionisti del consorzio sono:
- BP (Regno Unito) 28,83%
- TPAO (Turchia) 19%[5]
- SOCAR (Azerbaigian) 16,67%
- Petronas (Malesia) 15,5%
- Lukoil (Russia) 10%
- Naftiran Intertrade (Iran) 10%

L'operatore tecnico del gasdotto è BP mentre l'operatore commerciale è Statoil. Secondo il contratto PSA, l'operatore commerciale di SCP è stato trasferito a SOCAR a partire dal 1º gennaio 2015.

## Espansione del gasdotto del Caucaso meridionale (SCPx)
Come parte del Shah Deniz Full Field Development (FFD), altrimenti chiamato progetto Shahdeniz-2, BP amplierà il gasdotto attraverso l'estensione della capacità installando due stazioni di compressione aggiuntive in Georgia e Turchia. Ciò quasi triplicherà l'attuale capacità di trasporto del gasdotto fino a 20 bcm/anno.
Questo aumento di capacità sarebbe in grado di raccogliere un gas aggiuntivo di 16 miliardi di metri cubi proveniente dal progetto SD-2.